# Loudima (vattendrag)
Loudima är ett vattendrag i Kongo-Brazzaville, ett biflöde till Niari. Det rinner genom departementet Bouenza, i den sydvästra delen av landet, 250 km väster om huvudstaden Brazzaville. Det mellersta loppet bildar gräns mot departementet Niari.